# فصل مغناطيسي

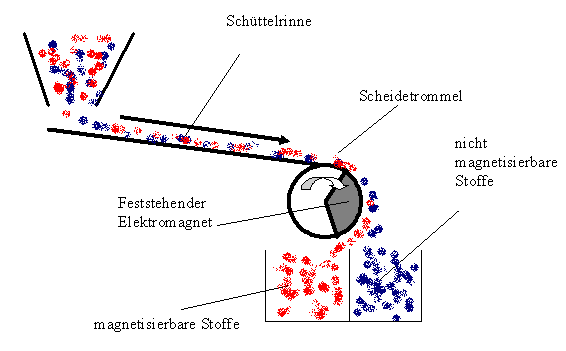

الفصل المغناطيسي هو عملية يتم فيها استخراج المواد المشتبهة مغناطيسياً من مزيج ما بواسطة استخدام قوة مغناطيسية.
يمكن لطريقة الفصل هذه أن تكون مفيدة أثناء عملية التنقيب عن الحديد، كونه مادة تنجذب بسهولة إلى المغناطيس. فضلاً عن ذلك، فإن الفصل المغناطيسي كان يُستخدم لفصل الخامات في المناجم عندما يُمزج الوُلْفْراميت و الكاسيتريت معاً.  
علاوةً على ذلك، تُستخدم عملية الفصل المغناطيسي أيضاً في الرافعات الكهرومغناطيسية التي تقوم بدورها بفصل المواد المغناطيسية عن الخرداوات المحيطة بها.
أخيراً وليس آخراً، أحد الإستعمالات الأخرى المهمة ولكن الغير معروفة على نطاق واسع هي استخدام المغناطيس في الصناعات التحويلية لإزالة الملوثات المعدنية من المنتجات المُصنعة. هذا الاستعمال له أهمية بالغة في الصناعات الغذائية والدوائية (صيدلانية).  

## انظرأيضاً
عملية فصل